# Daseh
Daseh is een bestuurslaag in het regentschap Magelang van de provincie Midden-Java, Indonesië. Daseh telt 837 inwoners (volkstelling 2010).